# Saucats, Gironde
Saucats är en kommun i departementet Gironde i regionen Nouvelle-Aquitaine i sydvästra Frankrike. Kommunen ligger i kantonen La Brède som tillhör arrondissementet Bordeaux. År 2022 hade Saucats 3 446 invånare.

## Befolkningsutveckling
Antalet invånare i kommunen Saucats
Referens:INSEE